# Będków (powiat tomaszowski)
Będków – wieś w Polsce położona w województwie łódzkim, w powiecie tomaszowskim, w gminie Będków. Siedziba gminy Będków.

## Historia
Od XIV w. do 1652 Będków był w posiadaniu rodziny Wspinków. Dekretem z 1462 król Kazimierz IV Jagiellończyk podniósł wieś Będków do rangi miasta. Wówczas powstał również murowany kościół w stylu późnogotyckim, ufundowany przez Piotra Spinka, dziekana kieleckiego.
W 1759 miejscowość została nabyta przez Jana Dembowskiego, późniejszego biskupa kamienieckiego, który miał w Będkowie prywatną rezydencję. Dostojnik ten położył znaczne zasługi dla unowocześnienia i gospodarczego rozwoju Będkowa.
W 1827 roku w Będkowie mieszkało 67 Żydów. W 1857 roku w miejscowości mieszkało 248 Żydów (41% ogółu mieszkańców). Wydany w okresie zaborów dekret z 4 lutego 1870 zamienił miasto Będków w osadę. 
Dawniej miasto; uzyskał lokację miejską przed 1453 rokiem, zdegradowany w 1870 roku. W 1827 roku jako miasto prywatne Królestwa Kongresowego położone było w powiecie brzezińskim, obwodzie rawskim województwa mazowieckiego. 
W 1939 roku w Będkowie mieszkało 228 Żydów. W okresie od maja do września 1942 roku istaniało tam getto w czasie jego likwidacji mieszkańców wywieziono do obozu zagłady w Treblince.
W latach 1954–1972 wieś należała i była siedzibą władz gromady Będków. W latach 1975–1998 miejscowość należała administracyjnie do województwa piotrkowskiego.

## Zabytki
Według rejestru zabytków Narodowego Instytutu Dziedzictwa na listę zabytków wpisane są obiekty:
- Kościół parafialny pw. Narodzenia NMP, ul. Parkowa 5, 1462, nr rej.: 2 z 27.05.1967
- Dzwonnica, XVIII w., nr rej.: 327 z 27.05.1967

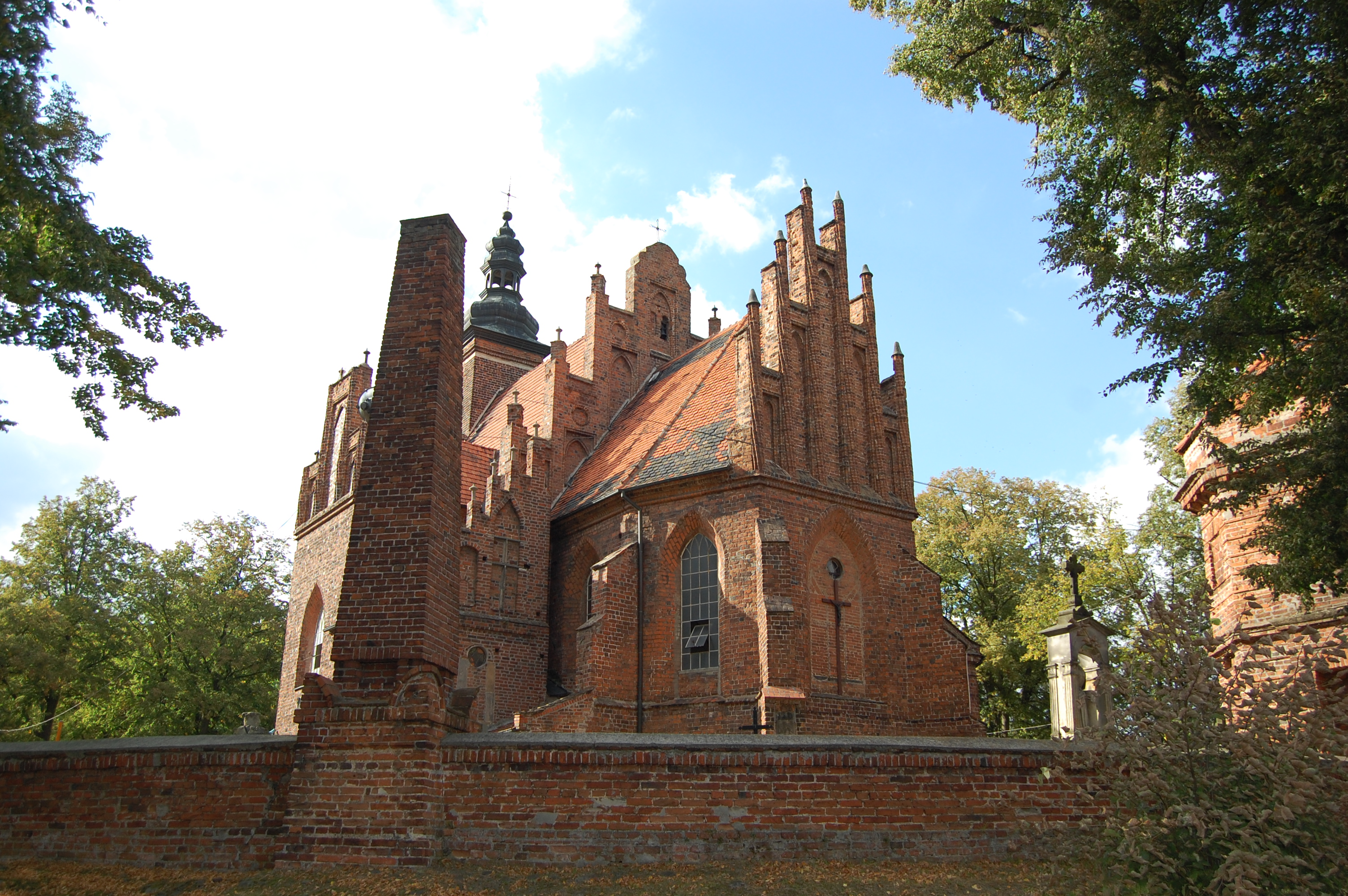
Kościół parafialny
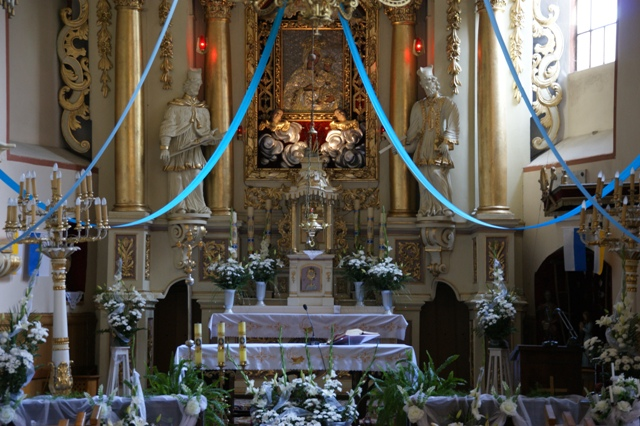
Ołtarz główny w kościele parafialnym
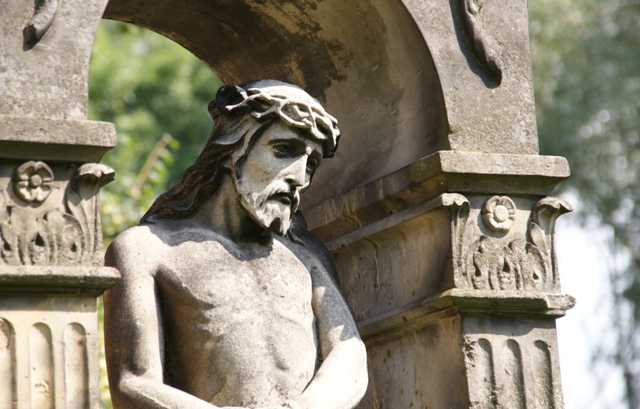
Figura na jednym z XIX-wiecznych grobów przy kościele